# Pointe-à-Pitre

Pointe-à-Pitre este un oraș francez, singura subprefectură a departamentului Guadelupa (Antilele Mici).

## Personalități născute aici
- Helena Viranin (cunoscută ca Cannelle, n. 1959), fotomodel francez.